# Днепропетровский клан

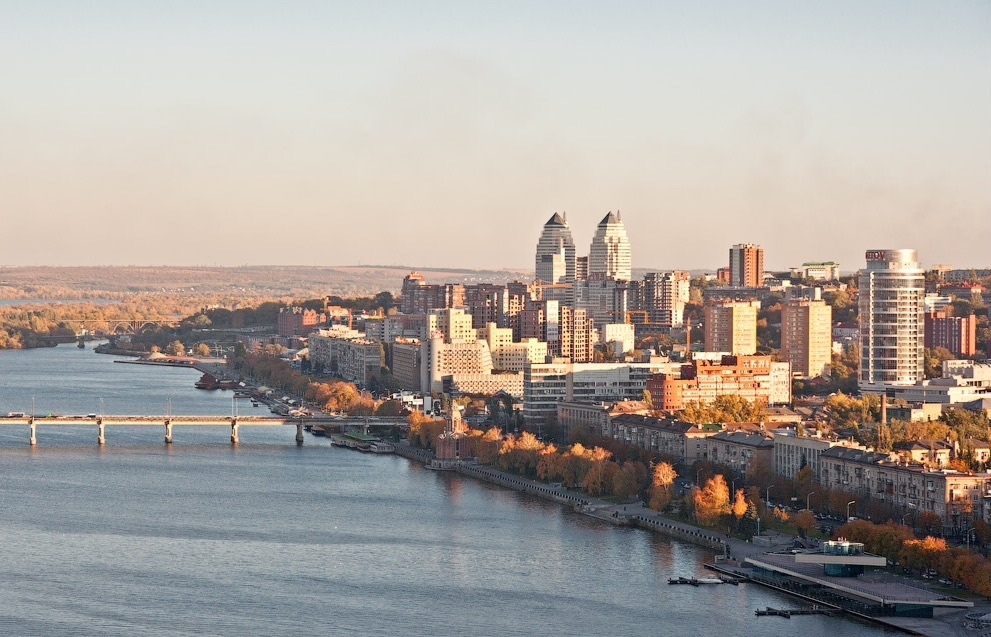
Днепропетровск, 2015 год.

«Днепропетровский клан» (укр. «Дніпропетровський клан») — неформальная политическая (а с 1990-х гг. — политико-финансовая) группа, сформированная по принципу землячества города Днепропетровска (с 2016 г. — Днепр), где в начале своей партийной карьеры работал Л. И. Брежнев, генеральный секретарь ЦК КПСС (1964—1982). Во времена «застоя» значительная часть высших руководящих лиц Советского Союза и Украины была родом из Днепропетровска или работала в этом городе на протяжении какого-либо промежутка своей карьеры.

## Первое поколение
| ФИО             | Наиболее известен как                                                                | Должности и иные факты биографии, связывающие с Днепропетровском |
| --------------- | ------------------------------------------------------------------------------------ | --- |
| Л. И. Брежнев   | Генеральный секретарь ЦК КПСС (1964—1982)                                            | Уроженец Каменского (тогда — Екатеринославская губерния, ныне — Днепропетровская область), первый секретарь Днепропетровского обкома партии (1947—1950).                  |
| В. В. Щербицкий | Первый секретарь ЦК КП Украины (1972—1989)                                           | Уроженец Верхнеднепровска, (тогда — Екатеринославская губерния, ныне — Днепропетровская область), первый секретарь Днепропетровского обкома партии (1955—1957, 1963—1965) |
| Н. А. Тихонов   | Председатель Совета министров СССР (1980—1985)                                       | Выпускник Днепропетровского металлургического института (1939), главный инженер Днепропетровского металлургического завода им. Ленина (1940—1941)                         |
| А. П. Кириленко | Секретарь ЦК КПСС (1966—1982)                                                        | Первый секретарь Днепропетровского обкома партии (1950—1955) |
| Н. А. Щёлоков   | Министр внутренних дел СССР (1966—1982)                                              | Председатель Днепропетровского горисполкома (1939—1941) |
| А. И. Блатов    | Помощник генерального секретаря ЦК КПСС Л. И. Брежнева (1972—1982)                   | Выпускник Днепропетровского института инженеров железнодорожного транспорта (1940)                                                                                        |
| Г. Э. Цуканов   | Помощник генеральных секретарей ЦК КПСС Л. И. Брежнева и Ю. В. Андропова (1966—1983) | Выпускник Днепродзержинского металлургического института (1941) |

Своего рода «отцами-основателями» клана стали генеральный секретарь ЦК КПСС Л. И. Брежнев и первый секретарь ЦК КП Украины В. В. Щербицкий. К клану принадлежал ряд высокопоставленных членов Политбюро ЦК КПСС.
Экономической основой этого явления стал военно-промышленный комплекс (например, Южный машиностроительный завод), на который приходились значительные финансовые потоки. Близость к этому ресурсу и обусловила выделение «клана» первоначально на основе партийных территориальных объединений. После распада СССР и появления независимой Украины «Днепропетровский клан» превратился в олигархическую группу, поскольку от приватизации выиграли преимущественно представители старой партийной номенклатуры.

## Второе поколение
| ФИО                 | Наиболее известен как                                | Должности и иные факты биографии, связывающие с Днепропетровском |
| ------------------- | ---------------------------------------------------- | --- |
| Л. Д. Кучма         | Президент Украины (1994—2005)                        | Выпускник Днепропетровского государственного университета (1960), директор Южного машиностроительного завода (1986—1992) |
| П. И. Лазаренко     | Премьер-министр Украины (1996—1997)                  | Уроженец Карповки (Днепропетровская область), представитель Президента Украины в Днепропетровской области (1992—1995), губернатор Днепропетровской области (1995—1997), председатель Днепропетровского областного совета (1994—1998) |
| В. П. Пустовойтенко | Премьер-министр Украины (1997—1999)                  | Выпускник Днепропетровского инженерно-строительного института (1975), управляющий трестом «Днепростроймеханизация» (1984—1986), председатель исполкома Днепропетровского городского совета (1989—1993)                               |
| Ю. В. Тимошенко     | Премьер-министр Украины (2005; 2007—2010),           | Уроженка Днепропетровска |
| Л. В. Деркач        | Руководитель Службы безопасности Украины (1998—2001) | Уроженец Днепропетровска |

Яркими представителями второго поколения «Днепропетровского клана» называют Л. Д. Кучму, ставшего вторым президентом Украины, а также печально известного своими коррупционными схемами П. И. Лазаренко (премьер-министра Украины в 1996—1997 годах, председателя Днепропетровского облсовета и облисполкома, уроженца Днепропетровской области). К окружению Кучмы были близки такие бизнесмены, как И. В. Коломойский (группа «Приват»), уроженец Днепропетровска, и В. М. Пинчук, зять Кучмы, (корпорация «Интерпайп»), большую часть жизни проживший в Днепропетровске. Также к клану относят Ю. В. Тимошенко (уроженку Днепропетровска). Впрочем, «Днепропетровский клан» не представляет собой единства. Известны трения между группами, представляющими Кучму и Тимошенко.
Естественным конкурентом «Днепропетровский клан» был «Донецкий клан». Позиции «Днепропетровского клана» усилились благодаря Оранжевой революции и Евромайдану.

## Третье поколение
| ФИО               | Наиболее известен как | Должности и иные факты биографии, связывающие с Днепропетровском          |
| ----------------- | --- | ------------------------------------------------------------------------- |
| И. В. Коломойский | Бизнесмен, олигарх | Уроженец Днепропетровска, губернатор Днепропетровской области (2014—2015) |
| Г. Б. Боголюбов   | Бизнесмен, олигарх | Уроженец Днепродзержинска (Днепропетровская область)                      |
| В. М. Пинчук      | Бизнесмен, олигарх | Вырос в Днепропетровске, построил здесь свой бизнес                       |
| С. Л. Тигипко     | Вице-премьер-министр Украины (2010—2012), глава Национального банка Украины (2002—2004) | Вырос в Днепропетровске                                                   |
| А. В. Турчинов    | Народный депутат Украины III ― VIII созывов, председатель Верховной Рады Украины (2014), и. о. Президента Украины (2014), секретарь СНБО Украины (2014—2019)                                                       | Уроженец Днепропетровска                                                  |
| А. Л. Деркач      | Народный депутат Украины III — IX созывов, сенатор Российской Федерации — представитель от исполнительной власти Астраханской области (с 2024), член Комитета по обороне и безопасности в Совете Федерации России. | Уроженец Днепропетровска                                                  |
| В. Г. Яцуба       | Председатель Севастопольской городской государственной администрации (2011—2014) | Уроженец Днепропетровска, губернатор Днепропетровской области (2003—2004) |

## Четвёртое поколение
| ФИО             | Наиболее известен как                                                           | Должности и иные факты биографии, связывающие с Днепропетровском |
| --------------- | ------------------------------------------------------------------------------- | ---------------------------------------------------------------- |
| В. А. Зеленский | Президент Украины (с 2019), бывший шоумен, комик, актёр, телеведущий и продюсер | Уроженец Кривого Рога (Днепропетровская область)                 |

## Классификация
Первое поколение: Леонид Ильич Брежнев, Владимир Васильевич Щербицкий
Второе поколение: Леонид Кучма, Павел Лазаренко, Виктор Медведчук, Валерий Пустовойтенко, Юлия Тимошенко
Третье поколение: Игорь Коломойский, Виктор Пинчук, Александр Турчинов, Геннадій Боголюбов, Сергей Тигипко, Владимир Яцуба, Леонид Деркач, Андрей Деркач, Олег Дубина
Четвертое поколение: Владимир Зеленский